# Temple de Zeus Sosípolis
El Temple de Zeus Sosípolis era un antic temple grec de la ciutat de Magnèsia del Meandre, a Anatòlia, a la Turquia actual. Era al bell mig de la part sud de l'àgora de la ciutat.
Va ser construït en el període hel·lenístic, a l'entorn del 221-180 abans de la nostra era. Es considera que el seu arquitecte fou Hermògenes de Priene, que també dissenyà el Temple d'Àrtemis Leucofrienen a Magnèsia del Meandre.
Es va construir sobre un crepidoma de cinc nivells, que tenia uns 7,4 m × 15,8 m. L'edifici del temple era d'estil jònic. Excepcionalment, l'entrada principal era a l'extrem occidental, semblant a la del Temple d'Àrtemis Leucofrienen i el Temple d'Àrtemis a Efes, entre altres. El temple era tetràstil pròstil a l'extrem oest i dístilo in antis a l'est. Dins hi havia els habituals pronaos, naos i opistòdom. El pronaos, però, era excepcionalment profund, quasi tan gran com el naos. El naos contenia una estàtua de culte a Zeus.
L'extrem oest del temple ha estat restaurat pel Museu de Pèrgam de Berlín. D'altra banda, les restes del temple tornen a estar sota terra. Les ruïnes encara es trobaven en relatiu bon estat quan s'excavaren a la fi del segle xix; els vilatans, però, cremaren els marbres per a fer-ne calç, després de les excavacions.